# Алтура (город, Миннесота)
Алтура (англ. Altura) — город в округе Уинона, штат Миннесота, США. На площади 7,7 км² (7,7 км² — суша, водоёмов нет), согласно переписи 2002 года, проживают 417 человек. Плотность населения составляет 54,2 чел./км².
- Телефонный код города — 507
- Почтовый индекс — 55910
- FIPS-код города — 27-01234[1]
- GNIS-идентификатор — 0639312[2]